# Sławomir Majusiak
Sławomir Majusiak (né le 30 mai 1964 à Jarocin et mort le 5 décembre 2021) est un athlète polonais spécialiste du fond.

## Biographie
Le 3 juin 1990, il réalise 43 min 45 s à La Courneuve sur 15 kilomètres. Toutefois, la fédération polonaise n'homologue pas ce record, et déclare Jan Huruk détenteur du record avec le même temps réalisé le 15 février 1992 à Tampa. Un peu plus tard dans l'année 1990, le 1er septembre, Majusiak remporte la médaille de bronze aux Championnats d'Europe d'athlétisme 1990 à Split en Yougoslavie dans un temps de 13 min 22 s 92, record personnel et deuxième performance polonaise de tous les temps derrière les 13 min 17 s 69 de Bronisław Malinowski.

### Palmarès
| Date | Compétition           | Lieu  | Résultat | Épreuve      | Performance    |
| ---- | --------------------- | ----- | -------- | ------------ | -------------- |
| 1990 | Championnats d'Europe | Split | 3e       | 5 000 mètres | 13 min 22 s 92 |

### Records
| Épreuve       | Performance     | Lieu      | Date               |
| ------------- | --------------- | --------- | ------------------ |
| 3 000 mètres  | 7 min 51 s 58   | Sheffield | 16 septembre 1990  |
| 5 000 mètres  | 13 min 22 s 92  | Split     | 1er septembre 1990 |
| 10 000 mètres | 28 min 11 s 50  | Bruxelles | 10 août 1990       |
| Semi-marathon | 1 h 02 min 03 s | Milan     | avril 1990         |